# Gleichwie der Regen und Schnee vom Himmel fällt (BWV 18)
Gleichwie der Regen und Schnee vom Himmel fällt (Как дождь и снег нисходят с неба, BWV 18) — кантата Иоганна Себастьяна Баха, предназначенная для исполнения во второе воскресение перед католическим Великим постом — Пепельной средой.

## История создания кантаты
Либретто к кантате служат строчки немецкого богослова и поэта Эрдмана Ноймайстера, написанные в 1711 году и цитирующие Исаию.
Произведение относят к ранним работам Баха. Считается, что оно было написано 24 февраля 1715 года, однако более вероятной специалисты полагают дату на год или два ранее.
Кантата исполняется несколькими музыкантами. Из-за отсутствия скрипок её часто сравнивают с шестым Бранденбургским концертом.
Кантата разделена на пять частей.
1. Sinfonia
Как и большинство ранних кантат Баха, 18 кантата начинается с симфонического произведения
2. Gleichwie der Regen und Schnee vom Himmel fällt
Басовый речитатив
3. Mein Gott, hier wird mein Herze sein
Речитатив и многоголосое исполнение
4. Mein Seelenschatz ist Gottes Wort
Ария сопрано
5. Ich bitt, o Herr, aus Herzens Grund
Хоровое исполнение